# 秋田県道47号琴丘男鹿公園線
秋田県道47号琴丘男鹿公園線（あきたけんどう47ごう ことおかおがこうえんせん）は、かつて存在した、秋田県山本郡琴丘町（現・三種町）から秋田県男鹿市に至る県道（主要地方道）である。

## 概要
本路線は1993年（平成5年）に、南秋田郡若美町の野石交差点を境に、終点方向が国道101号に、起点方向が男鹿琴丘線として主要地方道に指定された。翌1994年（平成6年）に、男鹿琴丘線が秋田県道54号男鹿琴丘線として指定され、同時に本路線は県道の認定を廃止された。

### 路線データ
- 総延長 : 28,797 m[1]
- 実延長 : 27,172 m[1]
- 起点 : 秋田県山本郡琴丘町鹿渡字小瀬159番3（国道7号・秋田県道37号琴丘上小阿仁線交点、鹿渡交差点）[6]
- 終点 : 秋田県男鹿市男鹿中山町字上宮沢77番4（秋田県道7号男鹿公園線交点、牧野交差点）[6]
- 未供用区間 : なし[1]

## 歴史
- 1983年（昭和58年）1月11日 - 秋田県道に認定される[7]。
- 1993年（平成5年）
  - 4月1日 - 国道101号が終点側を延伸して一般国道101号（青森市 - 秋田市）として指定施行され[2]、本県道の野石交差点から終点までが国道101号の重複区間となる。
  - 5月11日 - 建設省から、県道能代男鹿線の一部と本県道の一部（起点 - 野石交差点）が男鹿琴丘線として主要地方道に指定される[3]。
- 1994年（平成6年）4月1日 - 秋田県道の路線の認定を廃止される[5]。

## 路線状況
2018年現在も、山本郡三種町鹿渡の鹿渡交差点と、男鹿市男鹿中山町の牧野交差点に、本県道の起点標と終点標がそれぞれ設置されている。

### 重複区間
- 秋田県道42号男鹿八竜線（南秋田郡大潟村字西4丁目 - 南秋田郡大潟村字方口）、1.625 km[1]
- 国道101号（南秋田郡若美町野石 - 終点・牧野交差点）

## 地理

### 通過していた自治体
- 山本郡琴丘町 - 南秋田郡大潟村 - 南秋田郡若美町 - 男鹿市

### 交差していた道路
| 施設名           | 接続路線名                         | 備考                      | 所在地 |
| ---------------- | ---------------------------------- | ------------------------- | --- |
| 鹿渡交差点       | 国道7号 秋田県道37号琴丘上小阿仁線 | 起点                      | 山本郡琴丘町鹿渡 |
| - 役場入口交差点 | 秋田県道42号男鹿八竜線             | 重複区間                  | 南秋田郡大潟村字方口北緯40度1分53.9秒 東経139度57分9.5秒 南秋田郡大潟村字西四丁目北緯40度1分1.27秒 東経139度57分9.95秒 |
| 野石交差点       | 国道101号 秋田県道5号能代男鹿線    | 終点まで国道101号重複区間 | 南秋田郡若美町野石下タ谷地北緯40度1分5.69秒 東経139度55分31.87秒                                                       |
|                  | 秋田県道304号払戸箱井線            |                           | 男鹿市五里合箱井北緯39度58分17.0秒 東経139度52分34.0秒                                                                 |
| 牧野交差点       | 秋田県道7号男鹿公園線              | 終点                      | 男鹿市男鹿中山町 |

### 沿線にある施設など
- 大潟村役場
- 男鹿市役所五里合出張所
- 五里合郵便局